# Instituto Lluís Vives

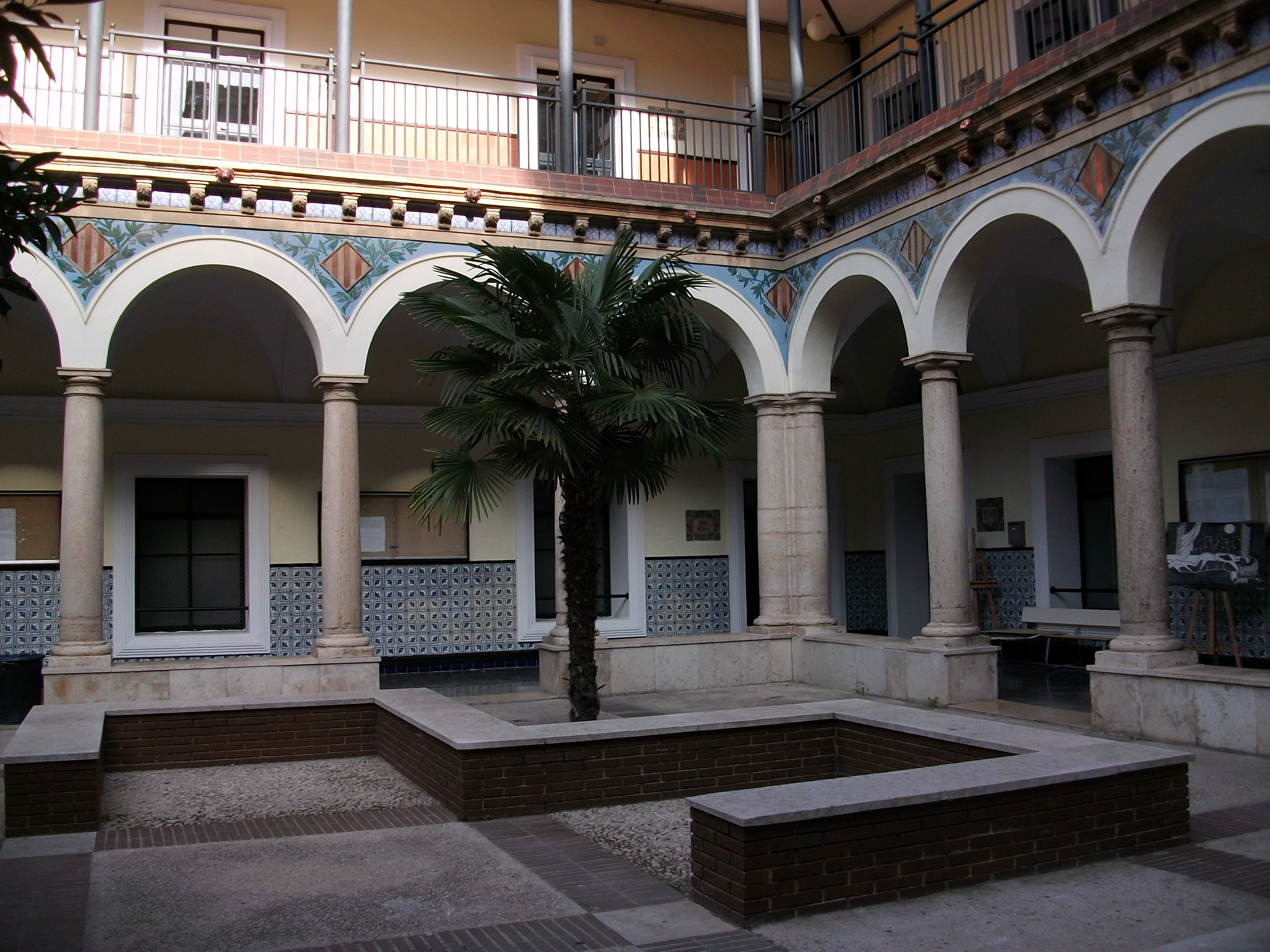
Claustro del Instituto Lluís Vives.

El Instituto Lluís Vives es un Instituto de Enseñanza Secundaria (IES) situado en la ciudad de Valencia. Está ubicado entre las calles de Játiva, Arzobispo Mayoral, Avenida Marqués de Sotelo y la calle de San Pablo. Parte del edificio es la Capilla del antiguo colegio San Pablo. Debe su nombre a Juan Luis Vives, un humanista, filósofo y pedagogo español. El instituto se hizo célebre al ser el lugar donde se originaron las protestas estudiantiles sucedidas en febrero de 2012, en lo que se ha llamado la Primavera valenciana.
Bajo el mismo instituto se encuentra un refugio de la Guerra Civil que albergaba a los estudiantes durante los bombardeos. Consta de cuatro galerías paralelas unidas por siete pasillos. Se usó como almacén y actualmente sólo hay una entrada de las tres que existieron.
El decano de los institutos de secundaria valencianos actuó desde sus orígenes, además, como un verdadero centro de investigación y de cultura, llegando a destacar especialmente en el campo de la Historia Natural desde comienzos del siglo XX. Su espléndida colección lo atestigua.

## Primavera valenciana

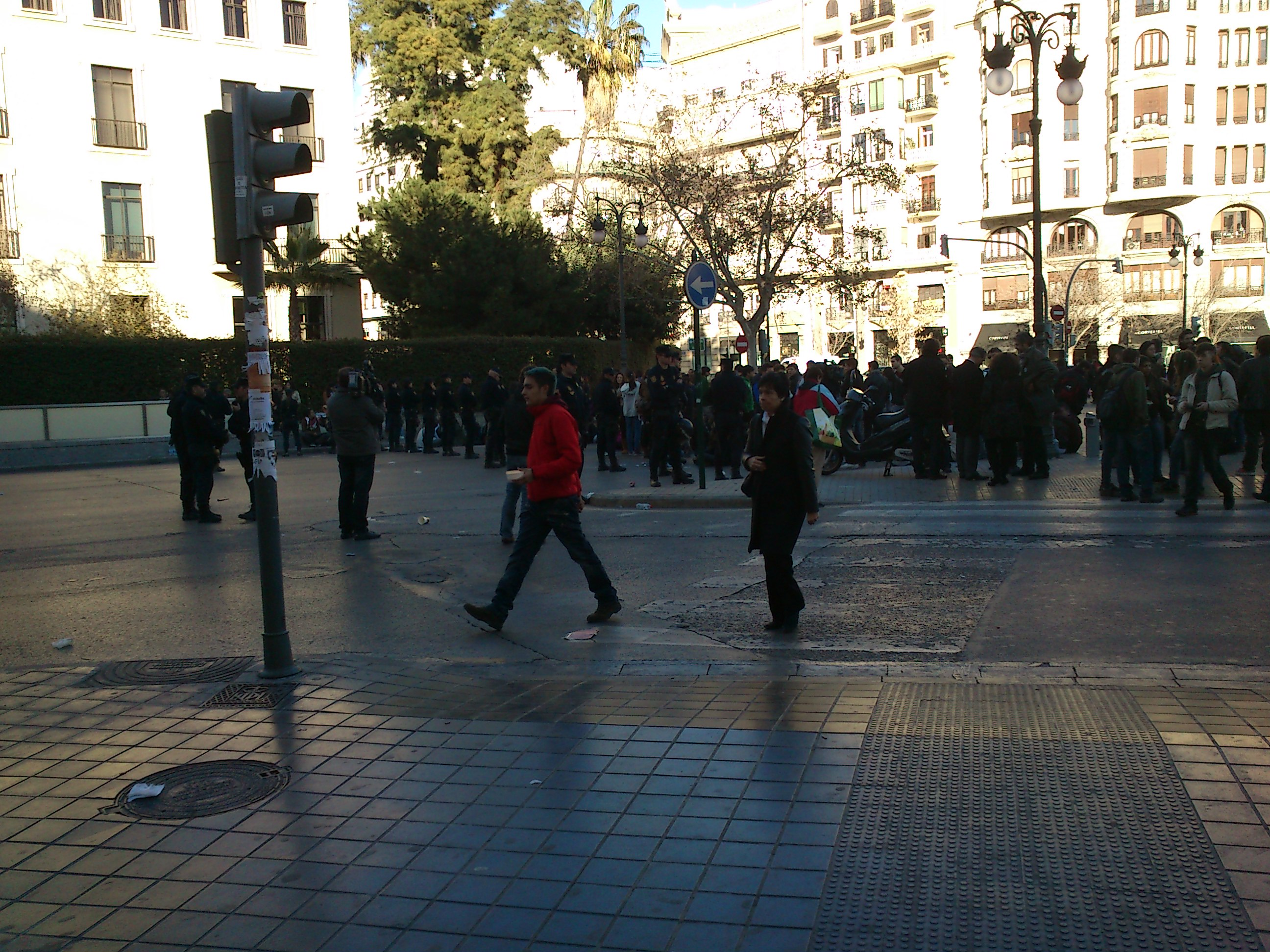
Hilera de antidisturbios del Cuerpo Nacional de Policía frente al Instituto el 16 de febrero de 2012.

En febrero de 2012 se producen unas jornadas de protestas estudiantiles por el recorte económico en educación en Valencia, con acción policial criticada en los medios de comunicación y por la oposición política.
Agentes de la Policía Nacional cargaron con dureza contra los estudiantes y los profesores del centro, en las inmediaciones de éste.
El documental Estudiar en primavera recoge testimonios de los protagonistas de las protestas estudiantiles y su entorno (alumnos, padres y profesores).

## Estudiantes célebres
- Rafael Guastavino (1842-1908), arquitecto.[7]
- Joaquín Ballester Lloret (1865-1951), abogado y cofundador del Sanatorio de Fontilles para leprosos.
- Max Aub (1903–1972), escritor.
- Vicente Blasco Ibáñez (1867-1928), escritor y político.
- Leopoldo Querol Roso (1899-1985), pianista y musicólogo
- Ricardo Bastid Peris (1919-1966), pintor, poeta y novelista.
- Luis Manuel Ferri Llopis (Nino Bravo) (1944-1973), cantante.
- Alejandra Soler (1913-2017), maestra.
- Ismael Sánchez Bella (1922-2018), rector de la Universidad de Navarra.
- Julio Chornet López (1910-1916, médico ginecólogo y sexólogo. concejal de València 1936-1937